# Canadá en los Juegos Olímpicos de Innsbruck 1976
Canadá estuvo representado en los Juegos Olímpicos de Innsbruck 1976 por un total de 59 deportistas que compitieron en 8 deportes.  
El portador de la bandera en la ceremonia de apertura fue el esquiador alpino Dave Irwin.

## Medallistas
El equipo olímpico canadiense obtuvo las siguientes medallas:
| Nombre          | Deporte               | Competición       |
| --------------- | --------------------- | ----------------- |
| Oro             |                       |                   |
| Kathy Kreiner   | Esquí alpino          | Eslalon gigante F |
| Plata           |                       |                   |
| Cathy Priestner | Patinaje de velocidad | 500 m F           |
| Bronce          |                       |                   |
| Toller Cranston | Patinaje artístico    | Individual M      |